# Cymonomidae
Cymonomidae é uma família de crustáceos pertencentes à ordem Decapoda.
Géneros:
- Curupironomus Tavares, 1993
- Cymonomoides Tavares, 1993
- Cymonomus Milne-Edwards, 1880
- Cymopolus Milne-Edwards, 1880
- Elassopodus Tavares, 1993